# Deron Washington
Pour les articles homonymes, voir Washington.
Deron Washington né le 12 décembre 1985 à La Nouvelle-Orléans en Louisiane, est un joueur américain de basket-ball.

## Palmarès
- Champion d'Italie 2018-2019